# Сігейосі Іноуе
Сігейосі Іноуе (яп. 井上 成美; 9 грудня 1889, Сендай — 15 грудня 1975, Йокосука) — японський воєначальник, адмірал (15 травня 1945).

## Біографія
У 1909 році закінчив Військову академію флоту, після чого служив мічманом на крейсері «Соя», броненосці «Мікаса», крейсері «Касуга». У грудні 1910 року був переведений на крейсер «Курама». В 1911 році був в Лондоні на урочистостях з нагоди коронації Георга V. У 1912 році навчався на курсах морської артилерії і підводної війни. В 1913 році отримав призначення на крейсер «Такатіхо», потім був переведений на лінійний крейсер «Хіей». В 1915 році переведений на лінкор «Фусо», який, хоча брав участь в операціях Першої світової війни, але на ньому Сігейосі Іноуе не потрапив у жодну бойову ситуацію.
1 грудня 1917 року Сігейосі Іноуе отримав командування над своїм першим кораблем — патрульним кораблем «Йодо». Наприкінці 1918 року був призначений військовим аташе до Швейцарії, щоб отримати можливість вивчення німецької мови, і в 1919 був у складі японської делегації на Паризькій мирній конференції, де його знання дуже знадобилися. У 1920 році був призначений військовим аташе у Франції, де вивчав французьку мову. У грудні 1921 року повернувся в Японію.
Після повернення деякий час служив на крейсері «Сума», в 1923 вступив у Вищу військову академію флоту, після закінчення якої кілька років обіймав штабні посади. В 1927/29 роках служив військово-морським аташе в Італії.
15 листопада 1933 року Сігейосі Іноуе отримав командування над лінійним крейсером «Хіей», але через півтора роки повернувся до штабної роботи. 15 листопада 1935 року став командувачем 3-м флотом, який після початку війни з Китаєм відповідав за операції у китайських водах.
У 1940 році Сігейосі Іноуе став главою Бюро морської авіації Імператорського флоту, і на початку 1941 року представив міністру флоту Косіро Оїкаві доповідь, в якій різко критикував японську кораблебудівну програму, яка спиралася на лінкори на шкоду авіаносцям. Пізніше того ж року отримав під своє командування 4-й флот, що базувався на островах Трук, і під його командуванням цей флот здійснив перші операції війни на Тихому океані: захоплення острова Гуам і бій за острів Вейк. Потім він перемістив свою штаб-квартиру до Рабаула для проведення Операції «Мо», націленої на захоплення Порт-Морсбі на острові Нова Гвінея. Однак поразка японського флоту в битві в Кораловому морі в травні 1942 року поставила хрест на цих планах, а в жовтні 1942 він був відсторонений від командування флотом.
Повернувшись до Японії, Сігейосі Іноуе став ректором Військової академії флоту. На завершальних етапах війни був заступником міністра флоту. 15 жовтня 1945 році офіційно пішов у відставку.

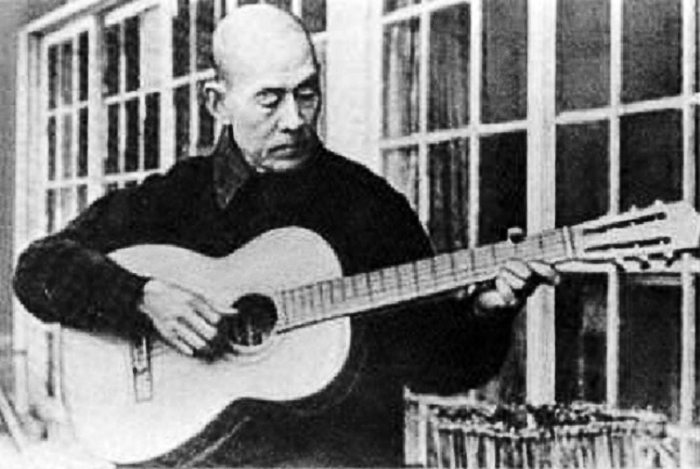
Іноуе грає на гітарі.

Після війни навчав дітей англійської мови та музики у своєму будинку в Йокосуці.

## Нагороди
- Пам'ятна медаль вступу на престол імператора Тайсьо
- Військова медаль 1918—1920
- Медаль Перемоги
- Пам'ятна медаль вступу на престол імператора Сьова
- Медаль Маньчжурського інциденту
- Медаль Китайського інциденту 1937
- Медаль національного фонду «Велика Маньчжурія» (Маньчжурська держава)
- Пам'ятна медаль імператорського візиту в Японію (Маньчжурська держава)
- Медаль члена Японського Червоного Хреста
- Пам'ятна медаль «2600 років Японії»
- Орден Священного скарбу 2-го класу
- Орден Вранішнього Сонця 1-го класу (29 квітня 1940)[4]
- Орден Золотого шуліки 1-го класу (29 квітня 1940)[4]